# Mananara Nord (stad)
Mananara Nord of Mananara Avaratra is een stad in Madagaskar, gelegen in de regio Analanjirofo. De stad telt 37.984 inwoners (2005).

## Geschiedenis
Tot 1 oktober 2009 lag Mananara Nord in de provincie Toamasina. Deze werd echter opgeheven en vervangen door de regio Melaky. Tijdens deze wijziging werden alle autonome provincies opgeheven en vervangen door de in totaal 22 regio's van Madagaskar.

## Infrastructuur
Naast het basisonderwijs biedt de stad zowel middelbaar als hoger onderwijs aan. De stad beschikt tevens over haar eigen ziekenhuis en luchthaven.

## Economie
Landbouw biedt werkgelegenheid aan 50% van de beroepsbevolking. Het belangrijkste gewas in Mananara Nord is kruidnagel, terwijl andere belangrijke koffie en vanille betreffen. In de dienstensector werkt 40% van de bevolking. Daarnaast werkt 10% van de bevolking in de visserij.